# Wright Spires
Wright Spires är en bergstopp i Antarktis. Den ligger i Västantarktis. Argentina, Chile och Storbritannien gör anspråk på området. Toppen på Wright Spires är 750 meter över havet.
Terrängen runt Wright Spires är kuperad. En vik av havet är nära Wright Spires åt sydväst. Trakten är obefolkad. Det finns inga samhällen i närheten.